# MV Ushuaia
El MV Ushuaia es un crucero argentino operado por la empresa Expediciones Antarpply SA, con sede en la ciudad de Ushuaia, en la provincia de Tierra del Fuego, Antártida e Islas del Atlántico Sur. Fue construido por la Administración Nacional Oceánica y Atmosférica (NOAA) de los Estados Unidos.
MV Ushuaia está registrada actualmente con la bandera de las Comoras. Fue construido en 1970 en el astillero estadounidense Shipbuilding Co. en Toledo (Ohio) y tiene capacidad para 84 pasajeros.

## Historia
El buque sirvió para la NOAA durante 26 años bajo los nombres de Researcher (1970-1987) y Malcolm Baldrige (1987-2001). En la década de 2000, el barco fue reconstruido como crucero y rebautizado en honor de la ciudad argentina de Ushuaia. Comenzó a operar en 2002 para una empresa que realiza la ruta Ushuaia - Península Antártica - Ushuaia.
El 4 de diciembre de 2008 el buque se golpeó una roca en la bahía Wilhelmina en la Antártida, y tuvo que ser evacuado al día siguiente por el AP-41 Aquiles de la Armada Chilena a la Base Presidente Eduardo Frei Montalva, desde donde fueron trasladados a Ushuaia el 6 de diciembre con un Hércules de la Fuerza Aérea Argentina. En el buque viajaban 14 holandeses, 12 estadounidenses, 11 australianos, 8 alemanes, 6 chinos, además de un canadiense, un neozelandés, un británico, un italiano, un francés, un español, un suizo, un belga y un chipriota, así como cinco tripulantes argentinos. El buque luego fue reparado en la Argentina continental.